# グリーンイノベーションズホールディングス
株式会社グリーンイノベーションズホールディングスは、東京都品川区にあるグループ企業および他社に対して運営と管理のサポートを行っている企業である。

## 沿革
- 2002年11月 - 有限会社近畿電気サービスとして法人化
- 2004年
  - 3月 - オール電化事業開始
  - 12月 - 社名を株式会社新日本電気サービスに変更し、本社所在地を大阪市北区梅田1丁目11番4号に移転
- 2007年6月 -  本社所在地を大阪市北区梅田1-1-3に移転
- 2008年6月 -  本社所在地を東京都渋谷区桜丘町25-18に移転
- 2009年9月 -  社名を株式会社グリーンイノベーションズに変更
- 2010年
  - 1月 -  東日本エリアのエコ住宅設備 小売事業に関して、子会社として株式会社エコソリューションズを設立
  - 2月 -  西日本エリアのエコ住宅設備 小売事業に関して、子会社として株式会社プラネットグリーン[1]を設立
  - 5月 -  株式会社アップルツリー（旧・グリーンイノベーションズ）を子会社として設立
  - 8月 -  社名を株式会社グリーンイノベーションズホールディングスに変更。省エネ設備エンジニアリング事業に関して、子会社として株式会社グリーンプランテック[2]を設立
  - 9月 -  本社所在地を東京都渋谷区渋谷2丁目15-1　渋谷クロスタワー30Fに移転
- 2011年11月 - 子会社・株式会社プラネットグリーンを存続会社、株式会社エコソリューションズを消滅会社とする会社合併を実施
- 2013年1月 -  本社所在地を東京都品川区西五反田1-30-2　ウィン五反田ビル3Fに移転
- 2014年4月 -  住環境事業（新築事業）における不動産取引に関して、子会社として株式会社グリーンプランテック（旧・GIエステート）を設立
- 2015年10月 - WEBを中心にリフォーム販売を行う子会社、株式会社トップリフォーム[3]を設立
- 2017年12月 - グリーンイノベーションズホールディングスにおける保険事業を株式会社グリーンプランテックへ事業譲渡
- 2019年3月 -  WEBを中心にリフォーム販売を行う株式会社トップリフォームの子会社、株式会社トップリフォームPlus[4]を設立

## 主な業務
グループ会社の運営および管理（シェアードサービス）の提供を行っている。